# Aldo Bernardini (storico del cinema)
Aldo Bernardini (Vicenza, 3 novembre 1935 – Vicenza, 4 agosto 2023) è stato uno storico del cinema e critico cinematografico italiano.

## Biografia
A circa vent'anni inizia a lavorare come critico cinematografico (per il quale ha ricevuto il "Premio Flaiano" nel 1983). A lui si devono, tra gli altri, i profili monografici di Michelangelo Antonioni (1967), Ugo Tognazzi (1978) e Nino Manfredi (1979), gli ultimi due aggiornati negli anni ottanta e novanta. Negli anni settanta inizia il suo lavoro di ricerca d'archivio che culminerà con uno studio complesso e fondamentale dedicato alla storia del cinema muto italiano (tre volumi) che copre un lungo periodo di tempo, dagli albori al 1914 (Laterza, 1980-82).
Insieme a Vittorio Martinelli, dà alle stampe un'opera in 21 volumi dedicata alla filmografia del cinema muto italiano (Nuova Eri-CSC, 1991-1996), contemporaneamente ha impostato e diretto dal 1987 al 2003 per l'Anica l'"Archivio del cinema italiano" (edito in 5 volumi, Anica, 1991-1995), dando vita anche a un archivio informatico, che raccoglie le informazioni sulle produzioni cinematografiche italiane dalle origini ai giorni nostri. Il progetto non fu completato per mancanza di fondi, una versione parziale della banca dati è disponibile on-line (Anica).
Fu presidente dell'Associazione italiana per le ricerche di storia del cinema di cui è socio; nonché fondatore, direttore e collaboratore della rivista edita dall'associazione Immagine. Note di Storia del Cinema. Ha vinto il prestigioso premio Jean Mitry (1992) per la storia del cinema assegnato da Le Giornate del Cinema Muto e dalla Cineteca del Friuli. Era membro dell'Accademia Olimpica.
Tra le sue ultime pubblicazioni sono da segnalare i tre volumi editi dalla Cineteca del Friuli dedicati alla fase aurorale delle produzioni di film "dal vero" (antenati dei documentari, 1895-1914) italiani e stranieri in Italia (1895-1907), nonché un preciso e documentato studio sugli ambulanti del cinematografo e il nuovo volume dedicato alle case di produzione italiane del muto (Le imprese di produzione del cinema muto italiano, Persiani Editore), sorta di atlante della produzione italiana del primo cinema.
Ricca è la sua attività saggistica pubblicata in volumi e riviste di settore (Bianco e Nero, Les Cahiers de la Cinématèque, Rivista del Cinematografo, Segnocinema, Immagine. Note di Storia del Cinema).

## Opere
- Michelangelo Antonioni, da 'Gente del Po' a 'Blow-up', Milano, i7, 1967, pp. 279, ill. f.t.
- Ugo Tognazzi, Roma, Gremese Editore, 1978, pp. 255, ill. in t. (IIa ed. aggiornata: 1985);
- Nino Manfredi, Roma, Gremese Editore, 1979, pp. 227, ill. in t. (IIa ed. aggiornata con saggio introduttivo inedito: 1999);
- Cinema muto italiano
  - Cinema muto italiano. I. Ambiente, spettacoli e spettatori 1896-1904, Roma/Bari, Laterza (coll. "Grandi Opere"), 1980, pp. 298, ill.;
  - Cinema muto italiano. II. Industria e organizzazione dello spettacolo 1905-1909, Roma/Bari, Laterza (coll. "Grandi Opere"), 1981, pp. 272, ill.;
  - Cinema muto italiano. III. Arte, divismo e mercato 1910-1914, Roma/Bari, Laterza (coll. "Grandi Opere"), 1982, pp. 298, ill.;
- con Vittorio Martinelli, Francesca Bertini 1892-1985, Roma, Centro Sperimentale di Cinematografia/ Cineteca Nazionale, 1985, pp. 46, ill. f.t.;
- con Vittorio Martinelli, Roberto Roberti direttore artistico, Pordenone, Le Giornate del Cinema muto, 1985, pp. 103, ill.;
- Cineteca. L'Inferno della Milano Films, in "Bianco e Nero", Roma, n. II, aprile/giugno 1985, pp. 90–111;
- Le cinéma italien 1905-1945, de 'La prise de Rome' à 'Rome ville ouverte', Paris, Centre G. Pompidou, 1986, pp. 280, ill. (curatore con Jean A. Gili);
- Titanus. La storia e tutti i film di una grande casa di produzione, Milano, Coliseum Editore, 1986, pp. 394, ill. (in collaborazione con V. Martinelli; nuova ed. aggiornata: "Un secolo Titanus. Cinema", Roma, Titanus, 2005);
- Leda Gys, attrice, Milano, Coliseum Editore, 1987, pp. 159, ill. (in collaborazione con V. Martinelli);
- La "Film d'Arte Italiana", in R. Redi (a cura di): "Verso il centenario. 'Pathé'", Roma, Di Giacomo Editore, 1988, pp. 121–135;
- Cesare Zavattini, Bologna/Paris, Centre G. Pompidou/Regione Emilia-Romagna, 1990, pp. 248, ill. (curatore con Jean A. Gili);
- Archivio del cinema italiano
  - Archivio del cinema italiano. I. Il cinema muto 1905-1931, Roma, ANICA, 1991, pp. 1113 (curatore);
  - Archivio del cinema italiano. II. Il cinema sonoro 1930-1969, Roma, ANICA, 1992, pp. 465 (curatore);
  - Archivio del cinema italiano. III. : I tomo: Il cinema sonoro 1970-1990; II tomo: Il cinema sonoro 1930-1990. Indici, Roma, ANICA, 1993, pp. 351+453 (curatore);
  - Archivio del cinema italiano. IV. Il cinema sonoro 1990-1995, Roma, ANICA, 1995, pp. 159 (con introduzione metodologica e indici);
- Filmlexicon degli autori e delle opere. Sezione Italia. Aggiornamenti e integrazioni 1972-1991, Roma, Nuova ERI/Centro Sperimentale di Cinematografia, 1992, col. 1092, ill. f.t. (a cura di A.B.);
- Neapolitan Cinema: The First Years, in A. Aprà (a cura di): "Napoletana. Images of a City", Milano, Fabbri Editori, 1993, pp. 14–27 (ed. francese: "Naples et le cinéma", a cura di A. Aprà e J. A. Gili, Paris, Centre Georges Pompidou/Fabbri Editori, 1994, pp. 14–27);
- Il cinema muto italiano, opera in 21 volumi edita dalla RAI-ERI, collana editoriale: Biblioteca di bianco e nero (alcuni volumi sono opera del solo Vittorio Martinelli):
  - vol. I, Il cinema muto italiano. I film dei primi anni. 1905-1909, Roma, Ed. Nuova ERI / Centro Sperimentale di Cinematografia, 1996, pp. 503, ill.;
  - vol. II, Il cinema muto italiano. I film dei primi anni. 1910, Roma, Ed. Nuova ERI / Centro Sperimentale di Cinematografia, 1996, pp. 485, ill.;
  - vol. III, Il cinema muto italiano. I film degli anni d'oro. 1911, prima parte, Roma, Ed. Nuova ERI / Centro Sperimentale di Cinematografia, 1995, pp. 315, ill. (con Vittorio Martinelli);
  - vol. IV, Il cinema muto italiano. I film degli anni d'oro. 1911, seconda parte, Roma, Ed. Nuova ERI / Centro Sperimentale di Cinematografia, 1996, pp. 335, ill. (con Vittorio Martinelli);
  - vol. V,Il cinema muto italiano. I film degli anni d'oro. 1912. prima parte, Roma, Ed. Nuova ERI / Centro Sperimentale di Cinematografia (numero speciale di Bianco e Nero), 1995, pp. 345, ill. (con Vittorio Martinelli);
  - vol. VI,Il cinema muto italiano. I film degli anni d'oro. 1912. seconda parte, Roma, Ed. Nuova ERI / Centro Sperimentale di Cinematografia (numero speciale di Bianco e Nero), 1995, pp. 398, ill. (con Vittorio Martinelli);
  - vol. VII, Il cinema muto italiano. I film degli anni d'oro. 1913. prima parte, Roma, Ed. Nuova ERI / Centro Sperimentale di Cinematografia (numero speciale di Bianco e Nero), 1994, pp. 329, ill. (con Vittorio Martinelli);
  - vol. VIII, Il cinema muto italiano. I film degli anni d'oro. 1913. seconda parte, Roma, Ed. Nuova ERI / Centro Sperimentale di Cinematografia (numero speciale di Bianco e Nero), 1994, pp. 413, ill. (con Vittorio Martinelli);
  - vol. IX, Il cinema muto italiano. I film degli anni d'oro. 1914. prima parte, 1993 (di Vittorio Martinelli, collaboratori: Aldo Bernardini).
  - vol. X, Il cinema muto italiano. I film degli anni d'oro. 1914. seconda parte, 1993 (di Vittorio Martinelli, collaboratori: Aldo Bernardini).
  - vol. XI, Il cinema muto italiano. I film della Grande Guerra. 1915. prima parte, 1992. (di Vittorio Martinelli)
  - vol. XII, Il cinema muto italiano. I film della Grande Guerra. 1915. seconda parte, 1992. (di Vittorio Martinelli)
  - vol. XIII, Il cinema muto italiano. I film della Grande Guerra. 1916. prima parte, 1992. (di Vittorio Martinelli)
  - vol. XIV, Il cinema muto italiano. I film della Grande Guerra. 1916. seconda parte, 1992. (di Vittorio Martinelli)
  - vol. XV, Il cinema muto italiano. I film della Grande Guerra. 1917, 1991. ISBN 978-88-397-0677-5 (di Vittorio Martinelli)
  - vol. XVI, Il cinema muto italiano. I film della Grande Guerra. 1918, 1991. ISBN 978-88-397-0616-4 (di Vittorio Martinelli)
  - vol. XVII, Il cinema muto italiano. I film del dopoguerra. 1919, 1995. (di Vittorio Martinelli)
  - vol. XVIII, Il cinema muto italiano. I film del dopoguerra. 1920, 1995. ISBN 978-88-397-0920-2 (di Vittorio Martinelli)
  - vol. XIX, Il cinema muto italiano. I film degli anni venti. 1921, 1996. ISBN 978-88-397-0921-9 (di Vittorio Martinelli)
  - vol. XX, Il cinema muto italiano. I film degli anni venti. 1922-1923, 1996. (di Vittorio Martinelli)
  - vol. XXI, Il cinema muto italiano. I film degli anni venti. 1924-1931, 1996. (di Vittorio Martinelli)
- Filmografia delle comproduzioni italo-francesi 1947-1993, Annecy, Rencontres du Cinéma Italien, 1995, pp. 494 (con saggio introduttivo);
- Tendenze al realismo nel primo cinema italiano, in R. Redi (a cura di): "Film e realtà", Pesaro, XIV Rassegna Internazionale Retrospettiva, 1995, pp. 12–16;
- Aquila Films: profilo di una casa "editrice", in "Bianco e Nero", Roma, n. 2, marzo-aprile 1999, pp. 106–125;
- L'epopea del cinema ambulante e Le collaborazioni internazionali nel cinema europeo, in G. Brunetta (a cura di): "Storia del cinema mondiale. I. L'Europa. I. Miti, luoghi, divi", Torino, Einaudi Editore, 1999, pp. 109–146 e 1013-1048;
- Cinema italiano 1930-1995. Le imprese di produzione, Roma, Anica (coll. Documenti), 2000, pp. 529 (a cura di A. B.);
- Cinema italiano delle origini. Gli ambulanti, Gemona (Udine), La Cineteca del Friuli, 2001, pp. 195, ill. in t. 88-86155-12-3
- La filmografia, in Gian Piero Brunetta (a cura di): "Storia del cinema mondiale. V. Teorie, strumenti, memorie", Torino, Giulio Einaudi Editore, 2001, pp. 245–263;
- Cinema e religione. Ricerca sui film attinenti alla religione nella storia internazionale del cinema, vol. I, Città del Vaticano, Filmoteca Vaticana, 2002 pp. 321 (con saggio introduttivo, indici e bibliografia) (a cura di A. B.);
- Il cinema italiano nel sistema delle coproduzioni internazionali, in AA. VV.: "Il cinema italiano nel mondo. Atti del Convegno internazionale", Pescara, 11-13 luglio 2002, Pescara, Ediars - Oggi e domani, 2002, pp. 143–156;
- Cinema muto italiano. I film 'dal vero' 1895-1914, Gemona (Udine); La Cineteca del Friuli, 2002, pp. 422, ill. in t. 88-86155-13-1
- con V. Martinelli e M. Tortora, Enrico Guazzoni regista pittore, Cosenza, La Mongolfiera, 2005, pp. 202, ill. in t.
- 1905 e dintorni. L'avvio dell'industria cinematografica italiana, in M. Canosa (a cura di): "1905. La presa di Roma. Alle origini del cinema italiano", Bologna, Cineteca di Bologna/Le Mani (bibl. di Cinegrafie), 2006, pp. 25–39.
- Fotografi cineasti nel cinema italiano delle origini; Le società di Luca Comerio; Filmografia di Luca Comerio (in collaborazione con Sarah Pesenti Compagnoni), in AA. VV.: "Moltiplicare l'istante. Beltrami, Comerio e Pacchioni tra fotografia e cinema", Milano, Il Castoro/Fondazione Cineteca Nazionale, 2007, pp. 50–59, 93-112, 213-232.
- Le fonti cartacee negli studi di storia del cinema. Esperienze ed esempi, in Andrea Torre (a cura di): "Le carte delle immagini. I documenti cartacei e iconografici nel processo produttivo degli audiovisivi. Uso e conservazione", Roma, Ediesse (Annali dell'Archivio audiovisivo del movimento operaio e democratico. n. 10, 2007), pp. 51–64.
- A Vicenza verso il cinema e I primi passi del cinema a Vicenza, in Alessandro Faccioli (a cura di): "Vicenza e il cinema", Venezia, Marsilio Editori/Comune di Verona, 2008, pp. 21–29 e 44-54.
- Cinema delle origini in Italia. I film 'dal vero' di produzione estera. 1895-1907, Gemona (Udine), La Cineteca del Friuli, 2008, pp. 211, ill. in t. e fuori t. + DVD, ISBN 978-88-86155-24-3
- Cinema muto italiano. Le imprese di produzione. I. Il Centro-Sud, Torino, Edizioni Kaplan, 2012, ISBN 978-88-89908-71-6
- Le imprese di produzione del cinema muto italiano, Bologna, Persiani, 2015, ISBN 978-88-98874-23-1
- Cinema muto italiano. Protagonisti, Bologna, Cineteca di Bologna, 2018, ISBN 9788899196547